# Peter Wiesner
Peter Wiesner es un deportista alemán que compitió para la RFA en vela en la clase Flying Dutchman. Ganó una medalla de bronce en el Campeonato Europeo de Flying Dutchman de 1982.

## Palmarés internacional
| Campeonato Europeo | Campeonato Europeo   | Campeonato Europeo | Campeonato Europeo |
| Año                | Lugar                | Medalla            | Clase              |
| ------------------ | -------------------- | ------------------ | ------------------ |
| 1982               | Sankt Moritz (Suiza) | Medalla de bronce  | Flying Dutchman    |